# Lutfi Kolgjini
Lutfi Kolgjini, född 9 december 1959 i Ferizaj i nuvarande Kosovo, är en svensk uppfödare av travhästar, travtränare och travkusk. Han har sin verksamhet i Vomb utanför Lund i Skåne län. Hans hemmabana är Jägersro i Malmö.
Kolgjini är en av Sveriges främsta travtränare, och han har tränat stjärnhästar som Viking Kronos, Revenue, Going Kronos, Lavec Kronos, Sebastian K., Joke Face, Raja Mirchi, Mosaique Face, Princess Face och Dante Boko. Han har utsetts till "Årets Tränare" vid Hästgalan två gånger (2010 och 2015). Säsongen 2015 vann han även ligan över Sveriges vinstrikaste träningsstall med totalt 30,1 miljoner kronor inkört under året. År 2018 överlät han flera av stallets stjärnhästar till sonen Adrian Kolgjinis nystartade tränarrörelse. 2020 vann han sin 2000:e seger.

## Biografi
Lutfi Kolgjini föddes 1959 i Ferizaj i nuvarande Kosovo. Hans familj hade flytt till Ferizaj från Kukës i Albanien i slutet av 1960-talet. Därifrån flyttade de sedan vidare till Malmö 1967, då Kolgjini var åtta år gammal.
Den 5 juli 2012 var Kolgjini sommarpratare i Sveriges Radio och berättade om sitt liv.

## Karriär
Vid den svenska Hästgalan 1991 blev Lutfi Kolgjini utsedd till "Årets komet" av Svenska Hästsportjournalisters Klubb (SHK).
På en hästauktion i Milano i Italien 1995 ropade Kolgjini in Viking Kronos för 360 000 kronor. Viking Kronos var Kolgjinis första stora stjärnhäst och den häst som Kolgjini själv anser har betytt överlägset mest för hans verksamhet. Under sin karriär segrade Viking Kronos i tolv av de fjorton starter som han gjorde och sprang in totalt 6,1 miljoner kronor. Viking Kronos' karriär avslutades tidigare än väntat på grund av en skada. Sedan dess har han varit avelshingst och lämnat efter sig miljonärer som Raja Mirchi, Joke Face och Maharajah.
Den 3 oktober 2010 på Solvalla vann Kolgjini finalen av Svenskt Travkriterium som kusk och tränare med Raja Mirchi. Han vann på kilometertiden 1.13,8 över 2640 meter, vilket är den snabbaste vinnartiden någonsin i loppet. Vid den svenska Hästgalan 2010 blev Kolgjini utnämnd till "Årets tränare". Kolgjinis Raja Mirchi vann även pris som "Årets treåring". Vid den svenska Hästgalan 2014 vann Kolgjinis Mosaique Face pris som "Årets fyraåring", han var även nominerad till "Årets häst" och Kolgjini var nominerad till "Årets tränare". Kolgjini hade även Onceforall Face nominerad som "Årets tvååring".

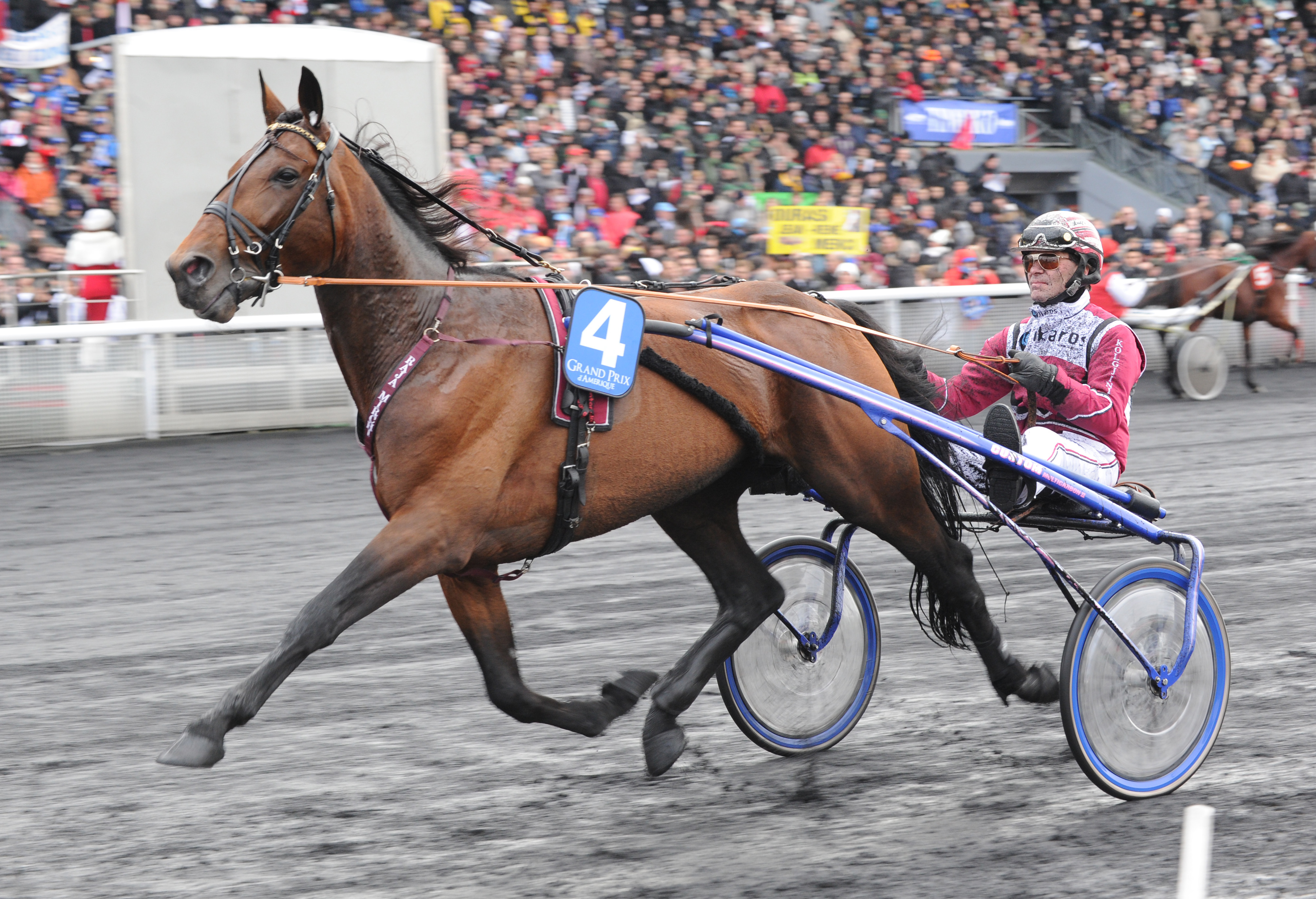
Kolgjini med Raja Mirchi inför Prix d'Amérique 2013 på Vincennesbanan i Paris.

Kolgjini har vunnit Svenskt Travderby på Jägersro två gånger. Första gången som tränare 2010 med Joke Face, körd av Erik Adielsson, och andra gången som både tränare och kusk 2013 med Mosaique Face. Med Mosaique Face vann han även Grand Prix l’UET senare samma höst.
Kolgjini har startat totalt fem hästar i världens största travlopp Prix d'Amérique: Mosaique Face (2015, 2016), Raja Mirchi (2013), Going Kronos (2008), Revenue (2003) och Kit Lobell (1993), men aldrig vunnit.
Den 31 maj 2015 kom Kolgjini på andraplats (slagen med en halv längd av Magic Tonight) i finalen av Elitloppet på Solvalla med Mosaique Face som tränare, uppfödare och kusk. Detta är Kolgjinis bästa placering i Elitloppet. Totalt har Kolgjini kört nio Elitloppsfinaler (med egentränade hästar): Revenue (2003, 2004), Going Kronos (2007, 2008), Sebastian K. (2012), Raja Mirchi (2013, 2014) och Mosaique Face (2015, 2016), men aldrig vunnit. Sammanlagt har han deltagit i 13 upplagor av Elitloppet som kusk (2001–2004, 2007, 2008, 2010, 2012–2016, 2018). I 2017 års upplaga deltog han enbart som tränare, då sonen Adrian Kolgjini fick chansen att köra sin första upplaga som kusk till Dante Boko. Ekipaget slutade på femteplats i det andra försöksloppet, och kvalificerade sig därmed inte bland de fyra som gick vidare till finalen.
Den 31 juli 2018 under Hugo Åbergskvällen på hemmabanan Jägersro tog Kolgjini sin 3000:e tränarseger, då Erik Adielsson segrade med hästen Sashay My Way. Kolgjini blev då den åttonde svenske tränare att nå 3000 tränarsegrar.
Han drog ner på sin tränarverksamhet under 2018. Den 1 oktober 2018 överlät han flera av sitt stalls stjärnhästar till sonen Adrian Kolgjinis nystartade tränarrörelse, bland annat Dante Boko, Platon Face, Rajesh Face och Target Kronos.
Den 21 maj 2020 tog Kolgjini sin 2000:e kuskseger på hemmabanan Jägersro, med hästen Neelix. Kolgjini meddelade efter segern att han ska avsluta sin karriär som kusk, och låta sönerna Adrian och Dante köra istället. Kolgjini har dock fortsatt att köra lopp i mindre skala. Han blev även tillfrågad att köra sonen Adrians häst Tae Kwon Deo i 2020 års upplaga av Elitloppet, men tackade nej.
Under 2021 startade den tyska travtränaren Michael Nimczyk en filial på Kolgjinis träningsanläggning.

## Segrar i större lopp

### Grupp 1-lopp
| År   | Lopp                                       | Häst             | Kusk/Ryttare        |
| ---- | ------------------------------------------ | ---------------- | ------------------- |
| 1997 | Gran Premio Allevatori                     | Viking Kronos    | Lutfi Kolgjini      |
| 1998 | Gran Premio Nazionale                      | Viking Kronos    | Lutfi Kolgjini      |
| 1998 | Stochampionatet                            | Simb Capi        | Lutfi Kolgjini      |
| 1998 | Svensk Uppfödningslöpning                  | Revenue          | Lutfi Kolgjini      |
| 1998 | E3-final (korta), hingstar/valacker        | Viking Kronos    | Lutfi Kolgjini      |
| 1999 | Svensk Uppfödningslöpning                  | Noir Qualite     | Heiner Christiansen |
| 2000 | Svensk Uppfödningslöpning                  | Omega Topline    | Lutfi Kolgjini      |
| 2001 | Svensk Uppfödningslöpning                  | Hövding Lavec    | Lutfi Kolgjini      |
| 2002 | Gala Internazionale del Trotto             | Revenue          | Lutfi Kolgjini      |
| 2003 | Gala Internazionale del Trotto             | Revenue          | Lutfi Kolgjini      |
| 2003 | Elite-Rennen                               | Revenue          | Lutfi Kolgjini      |
| 2003 | Forus Open                                 | Tout Ou Rien     | Johnny Takter       |
| 2003 | Hugo Åbergs Memorial                       | Revenue          | Lutfi Kolgjini      |
| 2003 | E3-final (långa), hingstar och valacker    | Face of Speed    | Örjan Kihlström     |
| 2004 | E3-final (långa), ston                     | Needles'n Pins   | Lutfi Kolgjini      |
| 2004 | E3-final (korta), ston                     | Needles'n Pins   | Lutfi Kolgjini      |
| 2004 | Elite-Rennen                               | Revenue          | Lutfi Kolgjini      |
| 2004 | Grand Prix de Wallonie                     | Jess Luxor       | Lutfi Kolgjini      |
| 2005 | Europeiskt treåringschampionat             | Olimède          | Lutfi Kolgjini      |
| 2006 | E3-final (långa), hingstar/valacker        | Going Kronos     | Lutfi Kolgjini      |
| 2006 | E3-final (korta), hingstar/valacker        | Glen Kronos      | Lutfi Kolgjini      |
| 2007 | Svensk Uppfödningslöpning                  | Micro Mesh       | Lutfi Kolgjini      |
| 2008 | E3-final (korta), ston                     | Lily Kronos      | Lutfi Kolgjini      |
| 2009 | Sprintermästaren                           | Lavec Kronos     | Lutfi Kolgjini      |
| 2009 | Svensk Uppfödningslöpning                  | Raja Mirchi      | Lutfi Kolgjini      |
| 2010 | Konung Gustaf V:s Pokal                    | Sebastian K.     | Erik Adielsson      |
| 2010 | Ulf Thoresens Minneslopp                   | Raja Mirchi      | Lutfi Kolgjini      |
| 2010 | Hugo Åbergs Memorial                       | Lavec Kronos     | Lutfi Kolgjini      |
| 2010 | Svenskt Travderby                          | Joke Face        | Erik Adielsson      |
| 2010 | Svenskt Travkriterium                      | Raja Mirchi      | Lutfi Kolgjini      |
| 2011 | Prix d'Etain Royal                         | Red Hot Dynamite | Daniel Olsson       |
| 2011 | Hugo Åbergs Memorial                       | Lavec Kronos     | Erik Adielsson      |
| 2011 | Sundsvall Open Trot                        | Joke Face        | Erik Adielsson      |
| 2011 | Gran Premio Gaetano Turilli                | Joke Face        | Lutfi Kolgjini      |
| 2012 | Breeders' Crown, 3-åriga hingstar/valacker | Barracuda River  | Björn Goop          |
| 2013 | Konung Gustaf V:s Pokal                    | El Mago Pellini  | Lutfi Kolgjini      |
| 2013 | Svenskt Travderby                          | Mosaique Face    | Lutfi Kolgjini      |
| 2013 | Grand Prix l’UET                           | Mosaique Face    | Lutfi Kolgjini      |
| 2013 | Svensk Uppfödningslöpning                  | Onceforall Face  | Lutfi Kolgjini      |
| 2015 | Prix d'Etain Royal                         | Quick Fix        | Tuomas Korvenoja    |
| 2015 | E3-final (korta), ston                     | Princess Face    | Adrian Kolgjini     |
| 2015 | Norrbottens Stora Pris                     | El Mago Pellini  | Adrian Kolgjini     |
| 2015 | UET Trotting Masters                       | Mosaique Face    | Lutfi Kolgjini      |
| 2016 | Prix d'Etain Royal                         | El Mago Pellini  | Adrian Kolgjini     |
| 2016 | Hugo Åbergs Memorial                       | Mosaique Face    | Adrian Kolgjini     |
| 2016 | Drottning Silvias Pokal                    | Princess Face    | Björn Goop          |
| 2016 | Breeders' Crown, 4-åriga hingstar/valacker | Target Kronos    | Adrian Kolgjini     |

## Bildgalleri

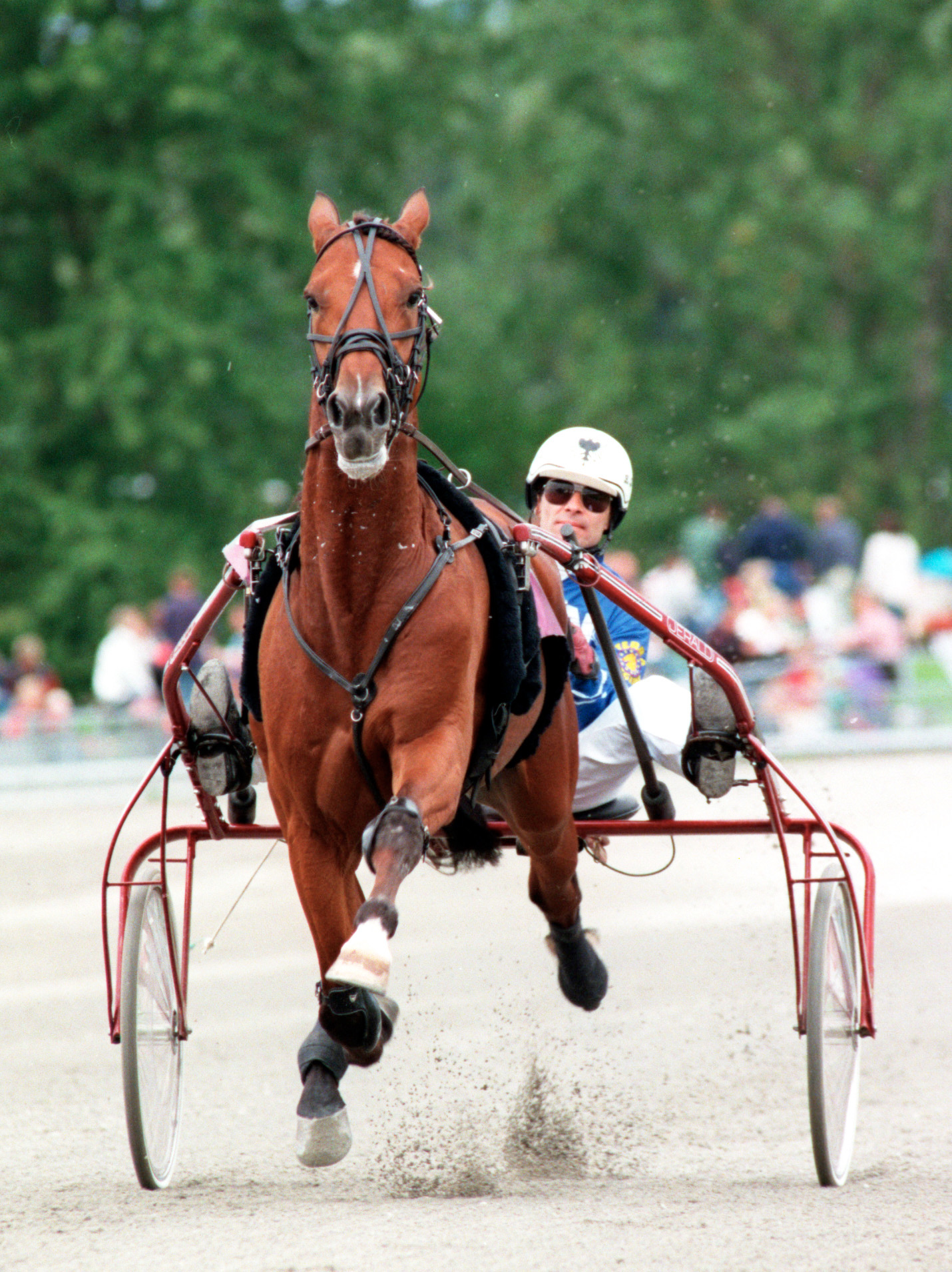
Kolgjini och Viking Kronos, 1997.
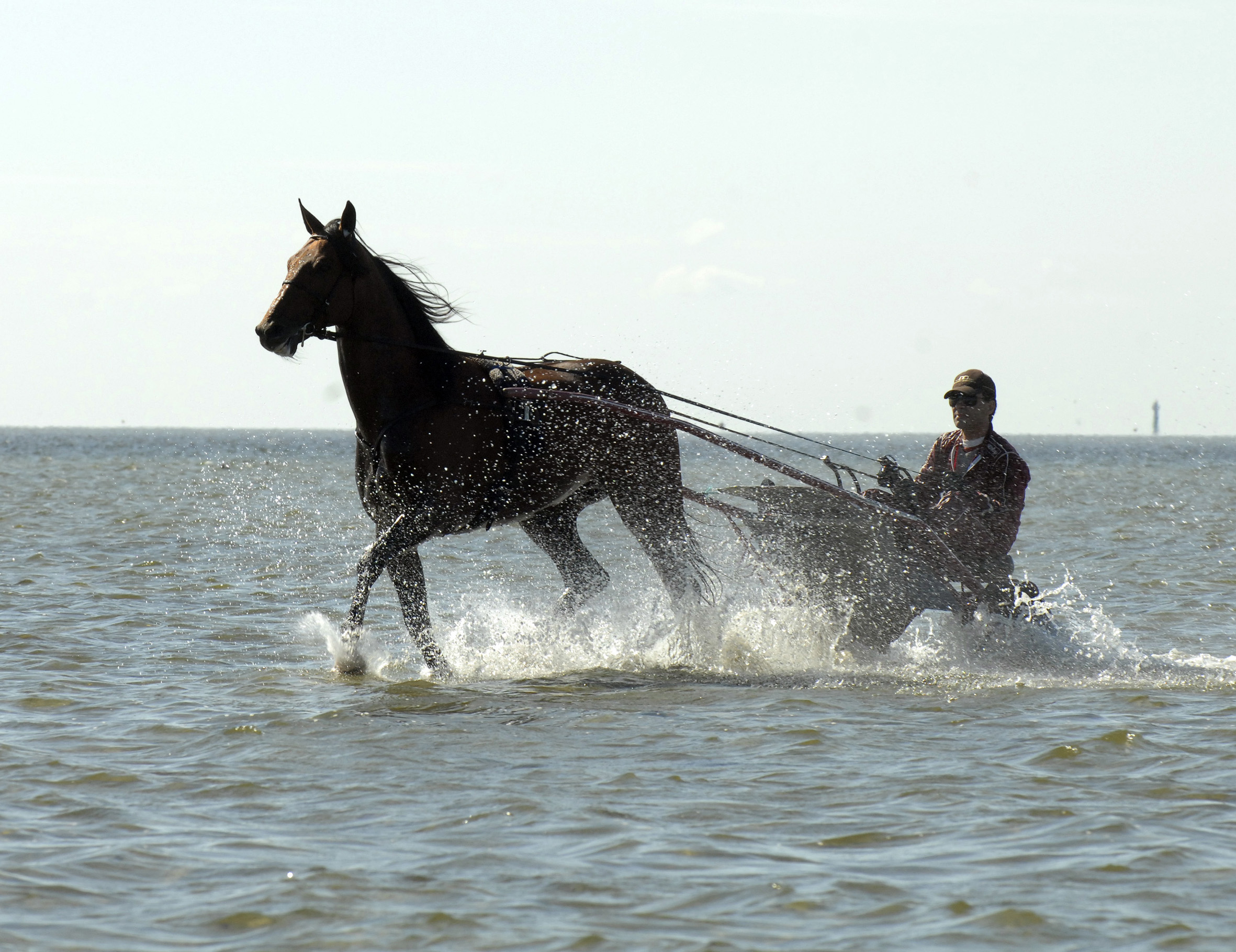
Kolgjini och Going Kronos tränar i vatten, 2007.
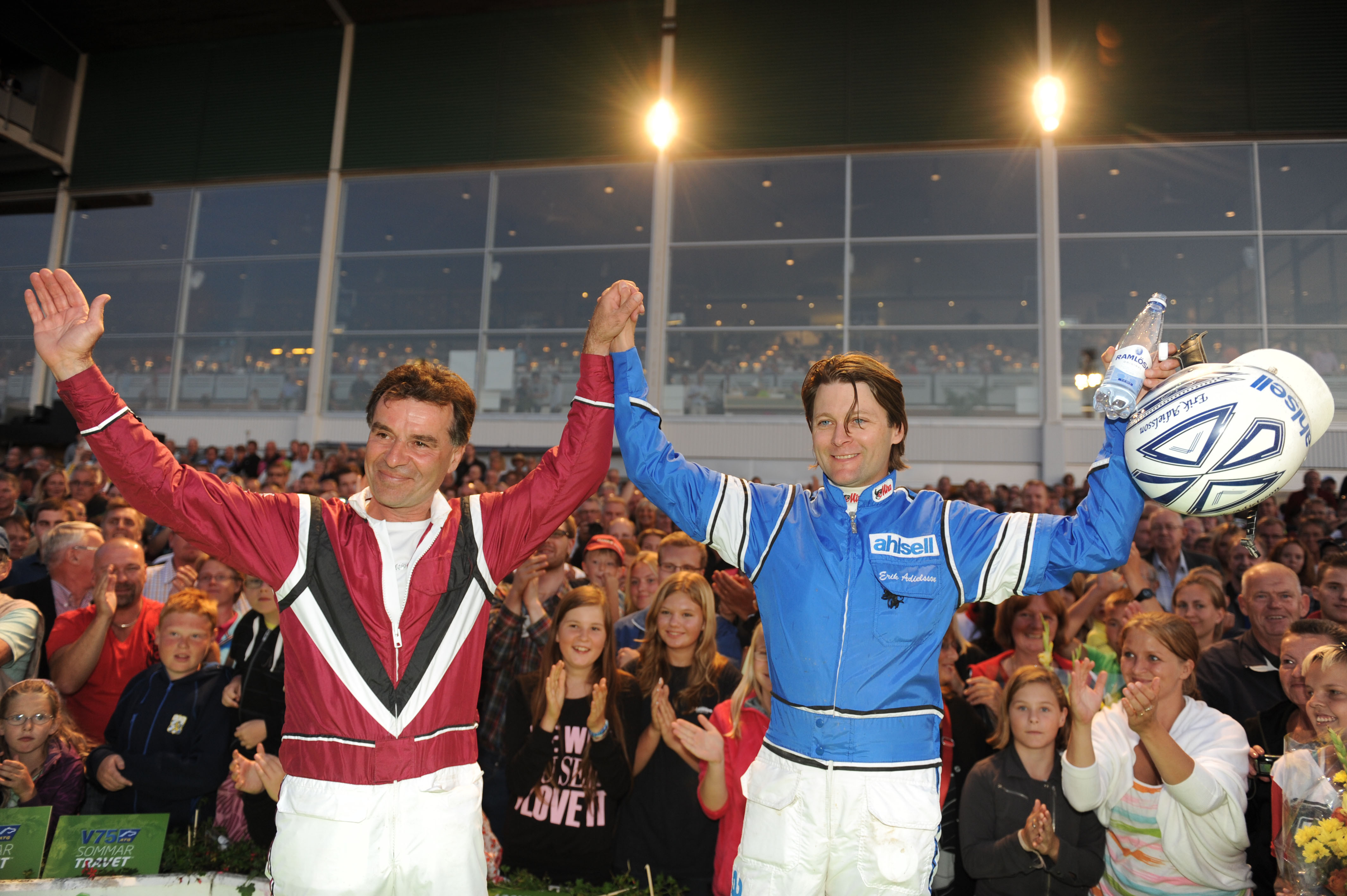
Kolgjini och Erik Adielsson firar Lavec Kronos seger i Hugo Åbergs Memorial 2011.
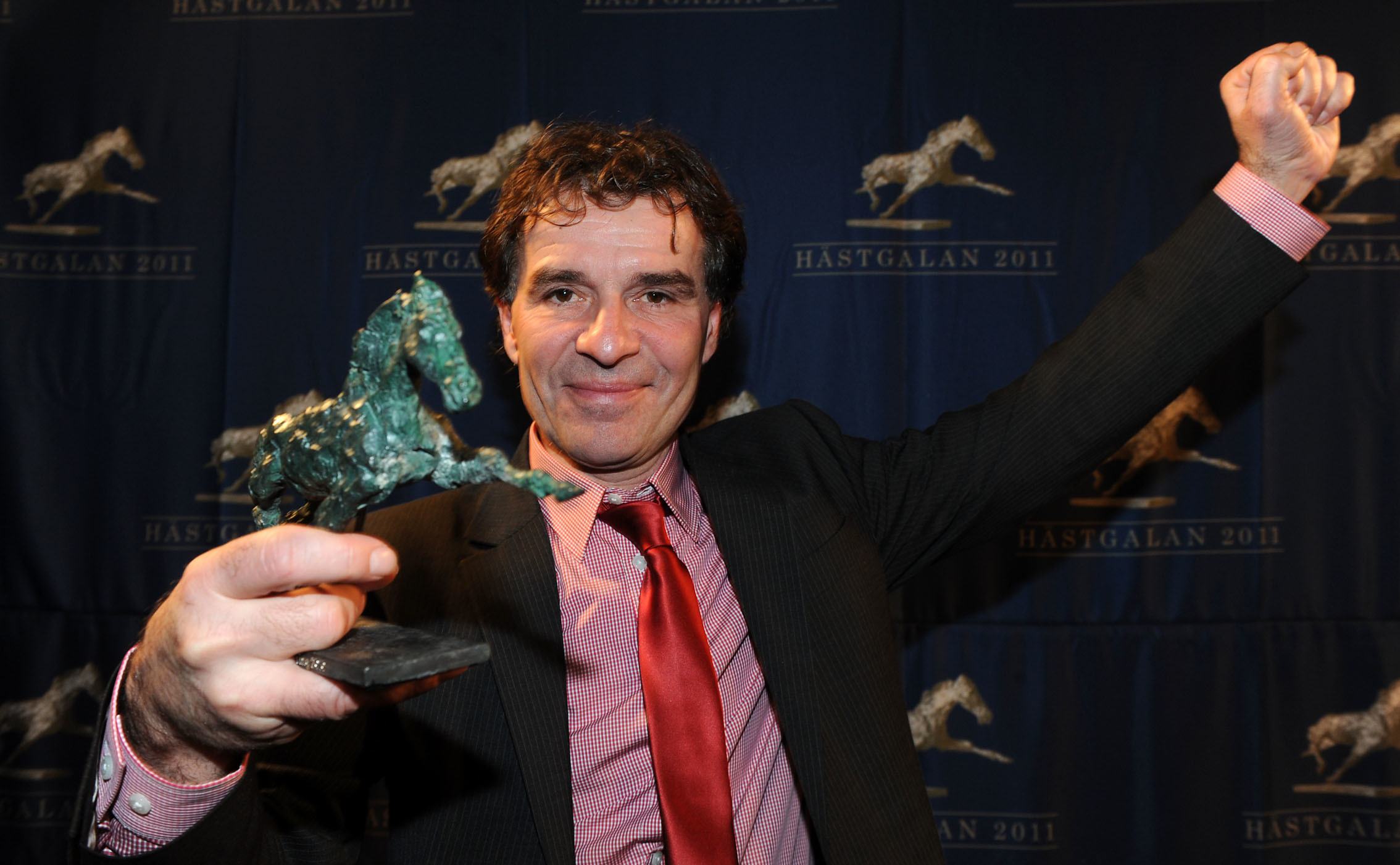
Kolgjini på Hästgalan 2011.
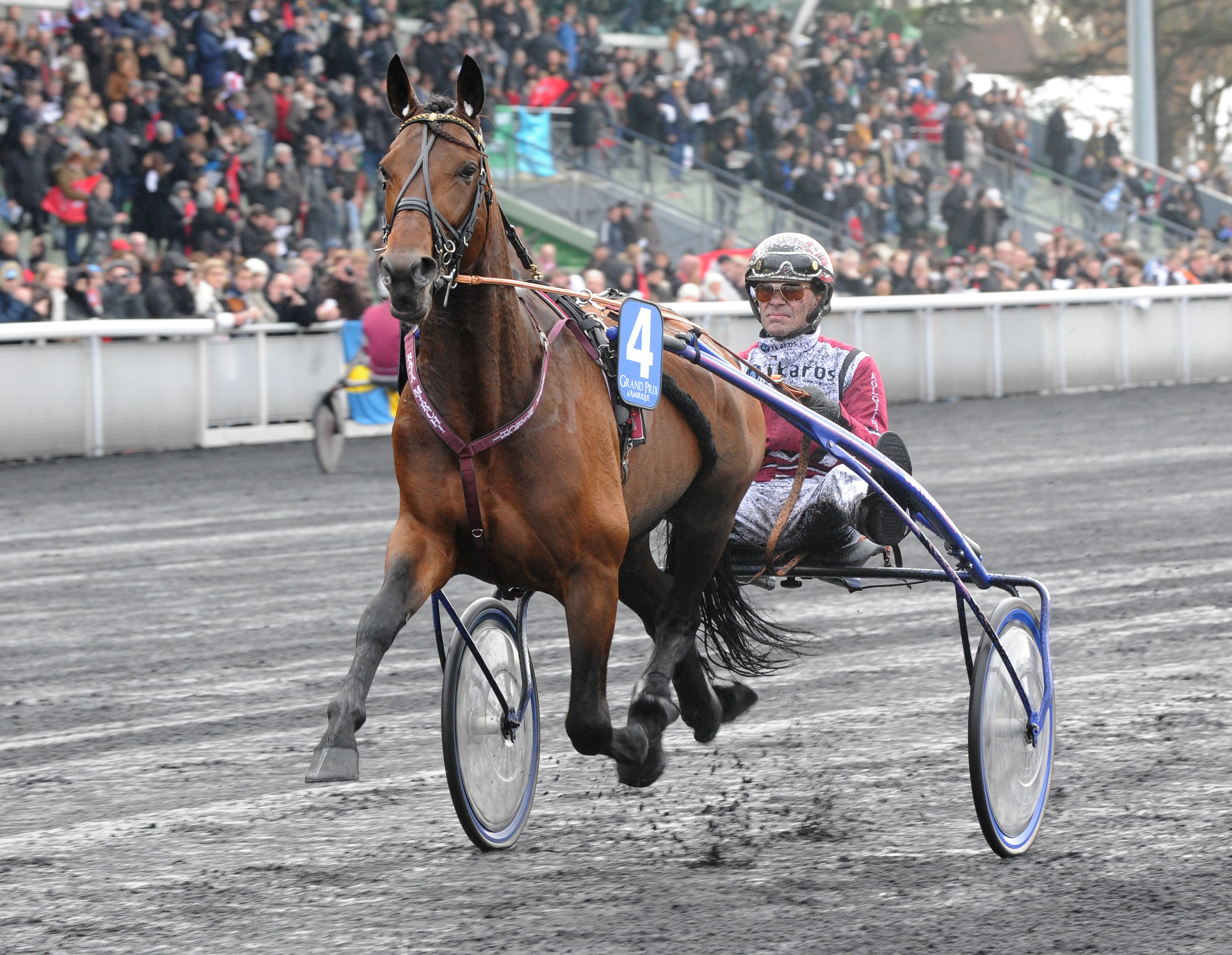
Kolgjini och Raja Mirchi på Vincennesbanan i Paris, 2013.
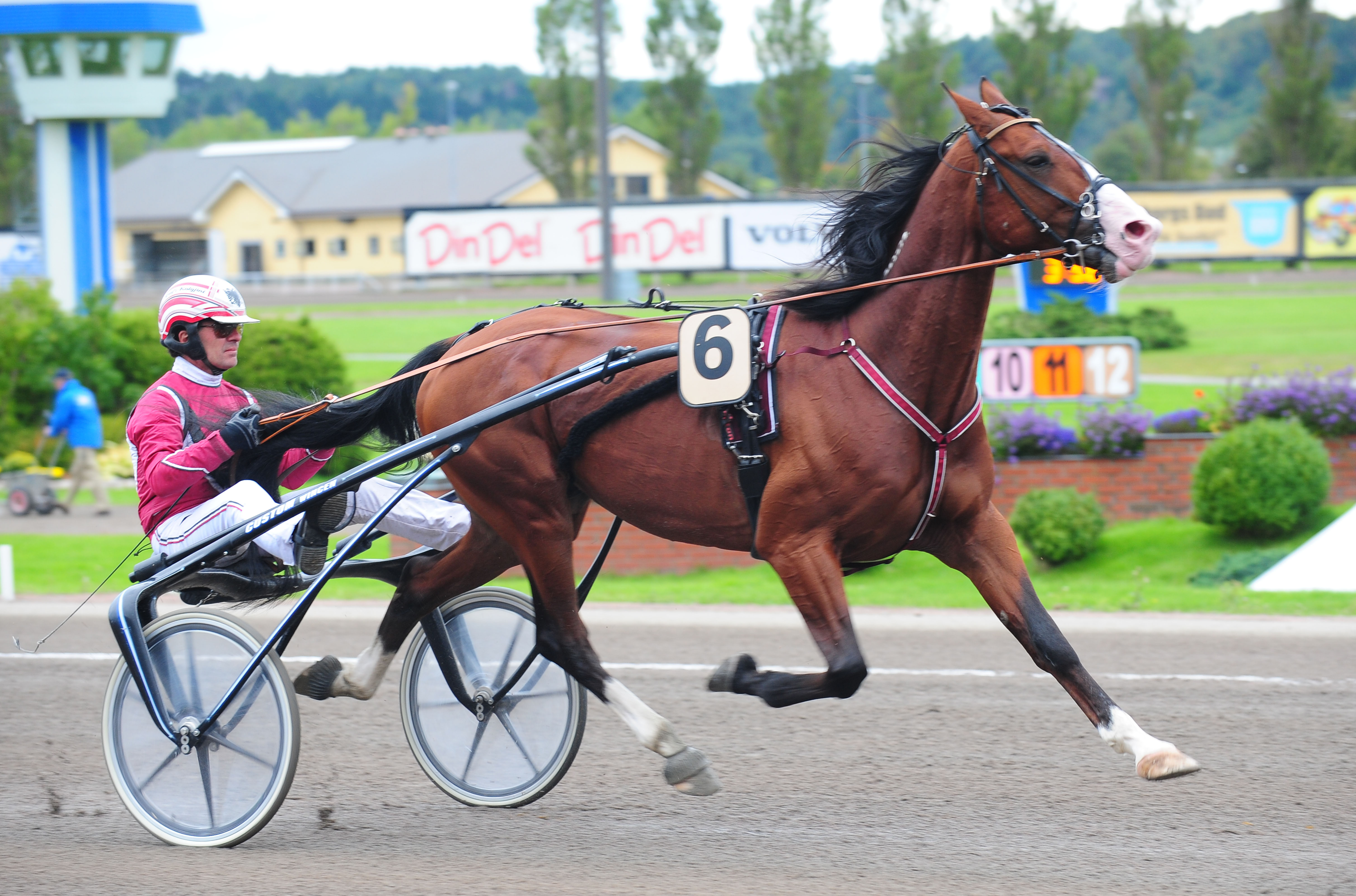
Kolgjini och Joke Face, 2013.
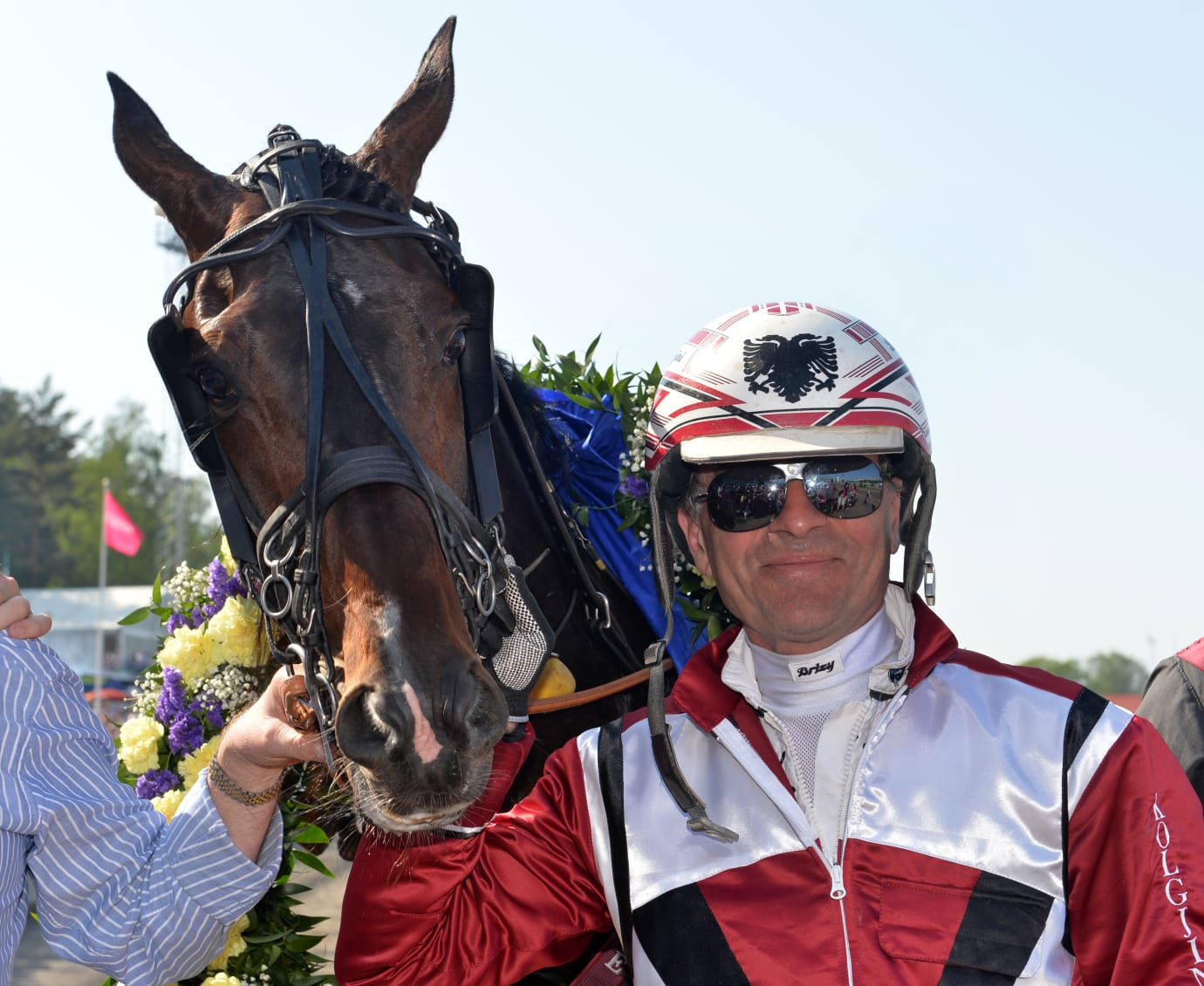
Kolgjini och Mosaique Face efter segern i Sweden Cup 2014.
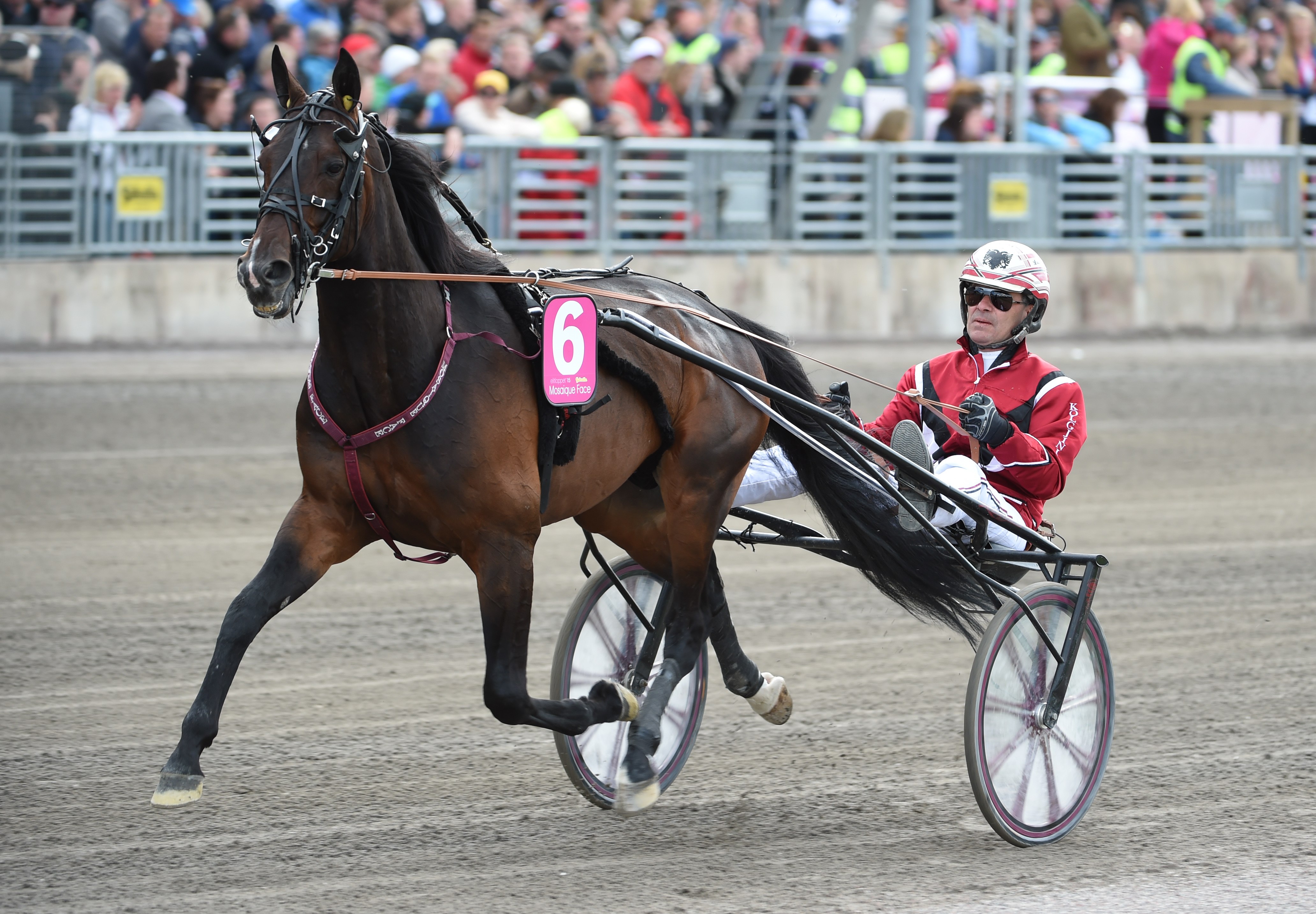
Kolgjini och Mosaique Face inför Elitloppet 2015.